# Рязанцев Олександр Володимирович (шахіст)
Олександр Володимирович Рязанцев (рос. Александр Владимирович Рязанцев; нар. 12 вересня 1985) — російський шахіст i шаховий тренер (Старший тренер ФІДЕ від 2013 року), гросмейстер від 2001 року.

## Шахова кар'єра
Значних міжнародних успіхів почав досягати в дуже молодому віці. Між 1995 і 2002 роками багато разів грав за національну збірну на чемпіонатах світу i Європи серед юнаків, здобувши 4 медалі: дві золоті (Канни 1997, ЧС до 12 років, а також Мурек 1998, ЧЄ до 14 років), срібну (Верден 1995, ЧЄ до 10 років), а також бронзову (Таллінн 1997, ЧЄ до 12 років). 2000 року представляв команду країни на розіграній у Артеку олімпіаді серед юнаків до 16 років, здобувши у командному заліку золоту медаль. 2006 року став чемпіоном Москви.
Досягнув низки успіхів у міжнародних турнірах, зокрема:
- 2000 — поділив 1-ше місце в Алушті (разом з Павлом Ельяновим i Валер'яном Гапріндашвілі),
- 2001 — поділив 1-ше місце в Алушті (разом з Теймуром Раджабовим i Олександром Голощаповим),
- 2003 — поділив 1-ше місце у Воронежі (разом з Валентином Арбаковим), поділив 2-ге місце на турнірі за швейцарською системою в Білі (позаду Михайла Улибіна, разом з Борисом Аврухом, Мохаммедом Аль-Модіахі i Леонідом Крицем),
- 2004 — поділив 1-ше місце в Оберварті (разом з Семеном Двойрісом i Андрієм Шаріяздановим),
- 2005 — поділив 1-ше місце в Генгело (разом з Андрієм Жигалко, Володимиром Бєловим i Давидом Барамідзе), поділив 2-ге місце в Мінську (позаду Олексія Александрова, разом з Сергієм Азаровим),
- 2006 — поділив 1-ше місце в Салехарді (разом з Юрієм Яковичем, Романом Овечкіним i Яковом Геллером),
- 2008 — поділив 2-ге місце в Москві (позаду Артема Тимофєєва, разом із, зокрема, Захаром Єфименком, Баадуром Дробавою, Сергієм Волковим, Олександром Моїсеєнком i Ернесто Інаркієвим), посів 1-ше місце в Сатці],
- 2010 — поділив 1-ше місце в Білі (відкритий турнір, разом із, зокрема, Надією Косинцевою i Леонідом Крицем).

Найвищий рейтинг Ело дотепер мав станом на 1 липня 2012 року, досягнувши 2720 пунктів, посідав тоді 27-ме місце в світовій класифікації ФІДЕ, водночас посідав 8-ме місце серед російських шахістів.